# Vệ Giới
Vệ Giới (chữ Hán: 卫玠, 286 – 312), tự Thúc Bảo, người huyện An Ấp, quận Hà Đông , danh sĩ, mỹ nam cuối đời Tây Tấn.

## Thân thế và gia đình
Ông cụ nội là Vệ Ký, làm đến Thượng thư nhà Tào Ngụy. Ông nội là Vệ Quán, làm đến Thái úy, ông ngoại là Vương Hồn, làm đến Tư đồ . Cha là Vệ Hằng, làm đến Thượng thư lang. Sở vương Tư Mã Vĩ sát hại Vệ Quán cùng các con trai Hằng, Nhạc, Duệ và các cháu trai, cả thảy 10 người nhà họ Vệ; Giới và anh trai Tảo ở nhà thầy thuốc nên tránh được vạ. Vệ Tảo được kế tự nhà họ Vệ, làm đến Tán kỵ thị lang, mất trong loạn Vĩnh Gia.
Vợ trước của Giới là con gái của danh sĩ Nhạc Quảng, vợ sau là con gái của Chinh nam tướng quân Sơn Giản. 

## Tiểu sử
Giới sớm tỏ ra đặc biệt hơn người,  đến khi trưởng thành thì ưa chuộng Huyền học , nhưng ông có sức khỏe kém , nên thường bị mẹ ngăn cấm tham gia Thanh đàm. Dù vậy, Giới vẫn trở thành nhà Thanh đàm nổi tiếng đương thời. 
Giới được nhiều nơi vời gọi, đều không nhận lời, về sau đáp ứng phù tá Thái tử Tư Mã Duật, làm Thái phó Tây các tế tửu, bái Thái tử tẩy mã. Loạn bát vương nổ ra, tình hình ngày một xấu đi, Giới đưa cả nhà về nam tránh nạn, riêng anh trai Vệ Tảo đang phụng sự kề cận Tấn Hoài đế nên không thể đi cùng. Ban đầu, mẹ Giới không muốn bỏ Tảo ở lại một mình, ông lấy tương lai gia đình để thuyết phục, bà mới đồng ý. Vì thế Giới từ biệt anh trai, đưa cả nhà xuôi nam đến Giang Hạ. 
Giới đến Dự Chương, cho rằng tướng giữ nơi ấy là Vương Đôn không phải trung thần nghĩa sĩ, bèn tiếp tục đi Kiến Nghiệp. Người Kiến Nghiệp hâm mộ danh vọng của Giới, kéo nhau đến xem mặt ông. Giới có thể chất không tốt, lại trải qua một hành trình dài, nên phát bệnh nặng, ít lâu thì mất. Đó là năm Vĩnh Gia thứ 6 (312). Giới hưởng dương 27 tuổi; ngươi đương thời nói là ông bị nhìn mà chết; được chôn cất ở Nam Xương, trong niên hiệu Hàm Hòa (326 – 334), cải táng ở Giang Ninh.  

## Tính cách
Giới tính khoan dung, vui giận không biểu hiện ra mặt.  Từ nhỏ Giới đã say mê tìm hiểu huyền lý , không được không thôi.  Sau khi trưởng thành, Giới tham gia Thanh đàm, bất chấp tình trạng sức khỏe yếu kém. Vào lúc mới đến Dự Chương, Giới gặp Tạ Côn, cùng ông ta thanh đàm thâu đêm, khiến cho bệnh tình trở nặng, gượng đến Kiến Nghiệp thì không qua khỏi.   

## Đánh giá
Từ nhỏ Giới có ngoại hình nổi bật,  tết tóc trái đào, cưỡi xe dê vào chợ, người kinh đô kéo nhau đến xem, khen là người ngọc.   Cậu của Giới là Vương Tế ca ngợi: "Châu ngọc ở bên cạnh, nhận ra hình dáng mình xấu xí."  
Danh vọng của Giới trong giới Thanh đàm cực cao, người đương thời xếp ông vượt trên các danh sĩ Vương Trừng, Vương Huyền  và Vương Tế, sánh với Nhạc Quảng;   Vương Đôn thậm chí còn sánh ông với Hà Yến, Vương Bật. 
Sau khi Giới mất, Tạ Côn thương khóc thảm thiết. Nhiều năm sau, Vương Đạo đề nghị cải táng cho Giới, nhằm lấy lòng các danh sĩ chạy nạn sang miền nam.   Danh sĩ đời Đông Tấn là bọn Lưu Đàm, Tạ Thượng cho rằng Giới ở tầm quá cao so với Đỗ Nghệ (cháu nội Đỗ Dự, cha của Thành Cung hoàng hậu Đỗ Lăng Dương). Sử cũ nhận định: trong lứa danh sĩ chạy nạn, ông cùng Vương Thừa (ông nội của Vương Thản Chi) đứng đầu. 

## Thành ngữ liên quan
- Khán sát Vệ Giới (tạm dịch: nhìn chết Vệ Giới)